# Palazzo

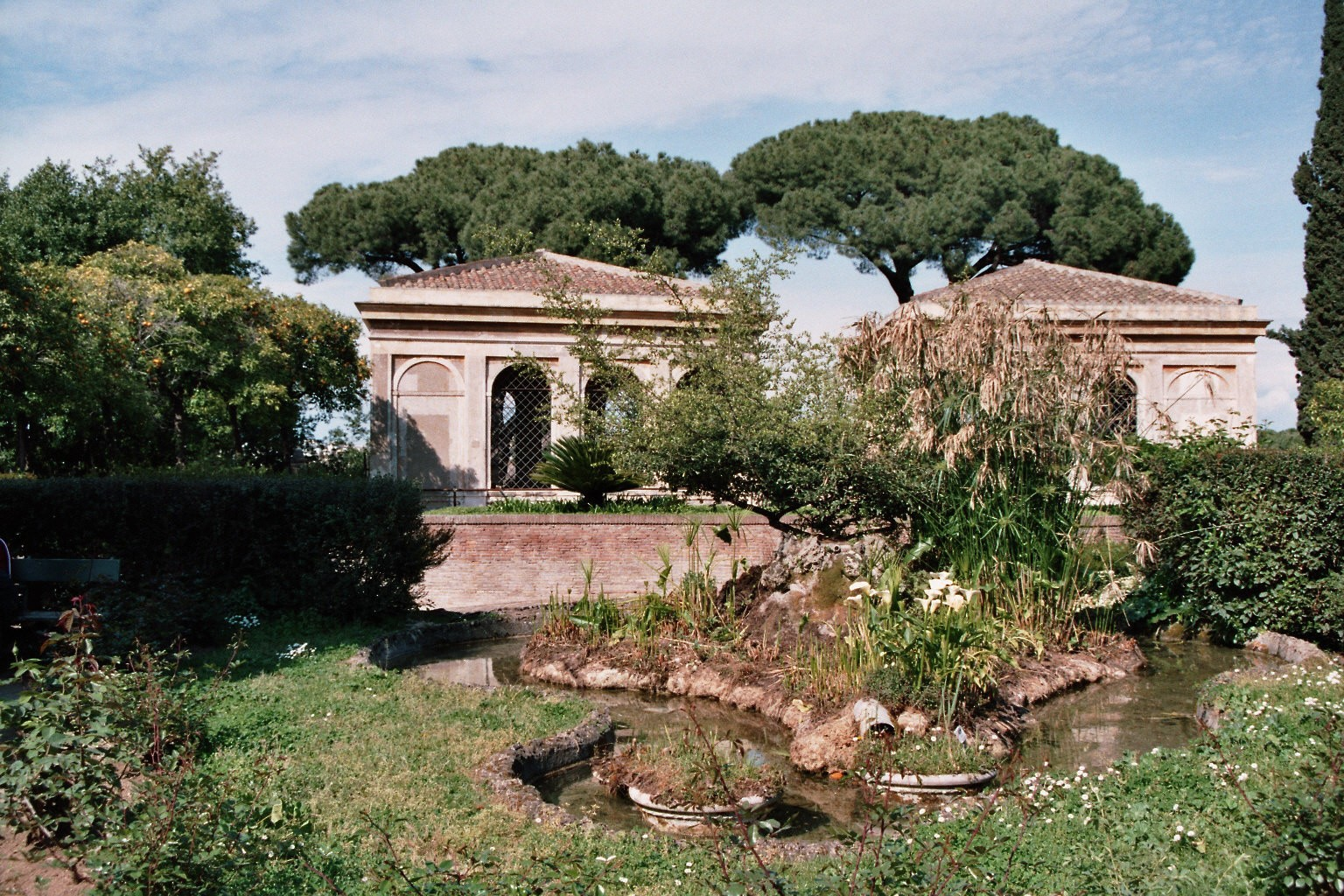
Ruinas en la colina o monte Palatino de Roma.

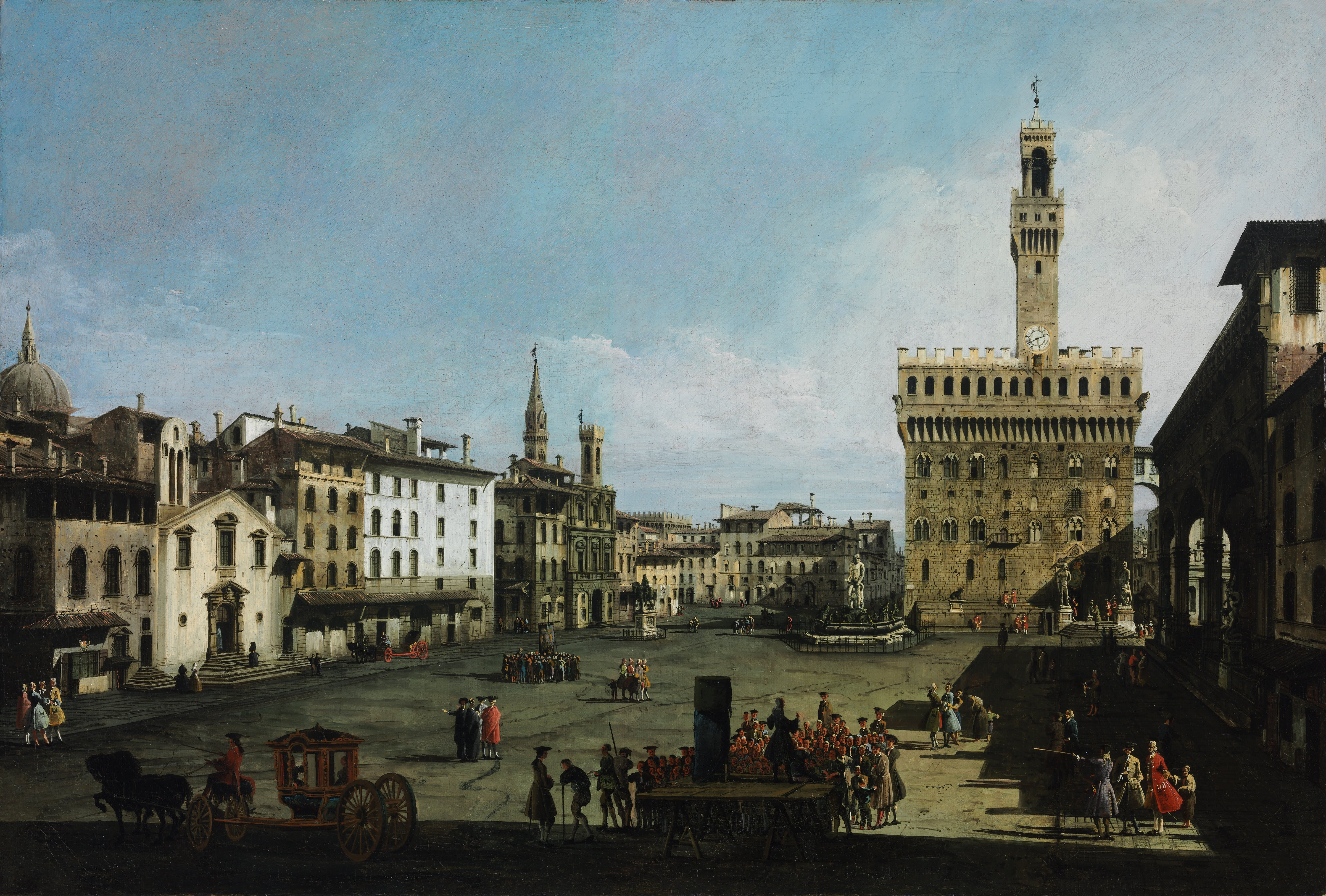
La Piazza della Signoria de Florencia, con el Palazzo al fondo, en una veduta de Bernardo Bellotto.

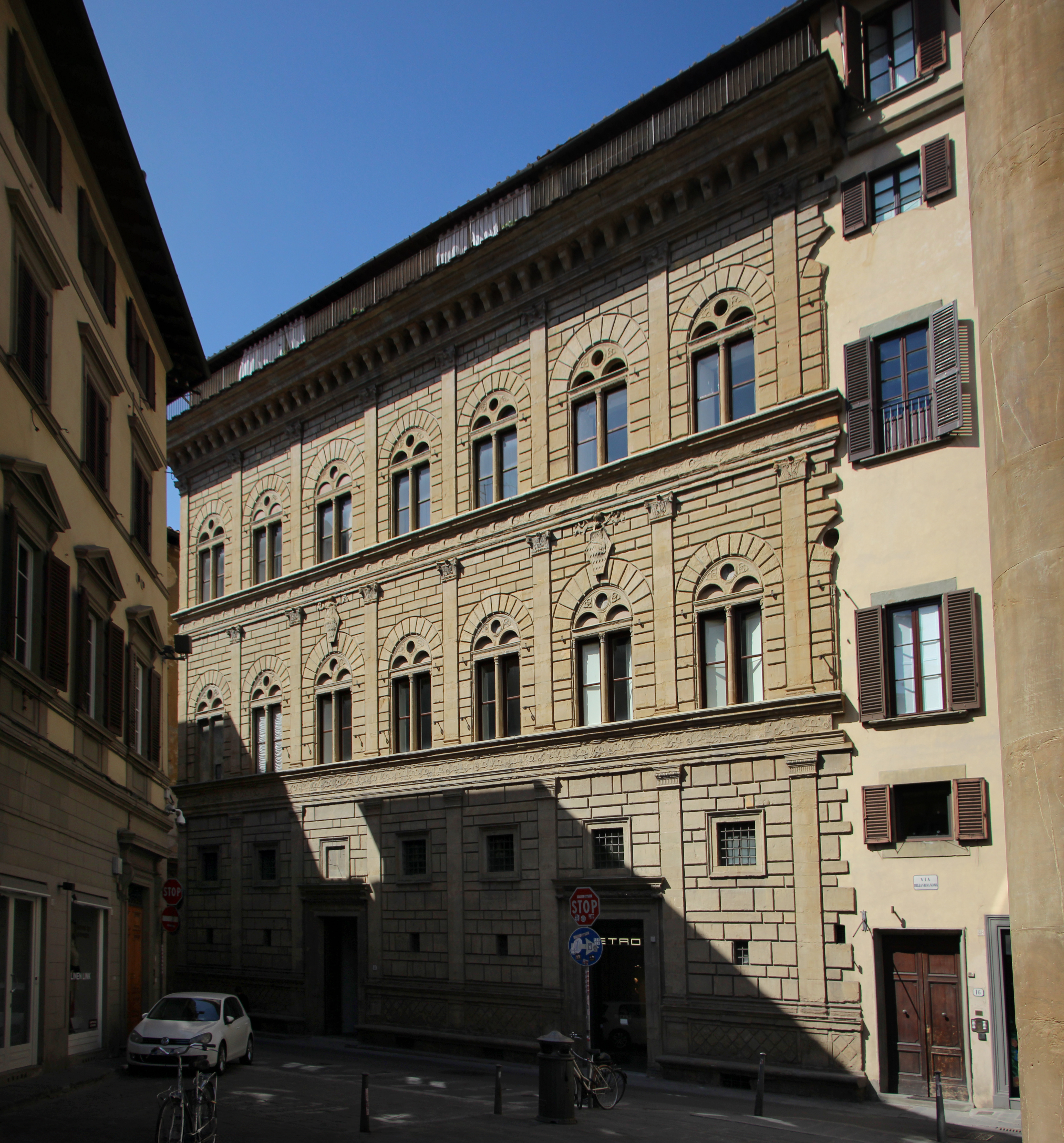
Palazzo Rucellai de Florencia.

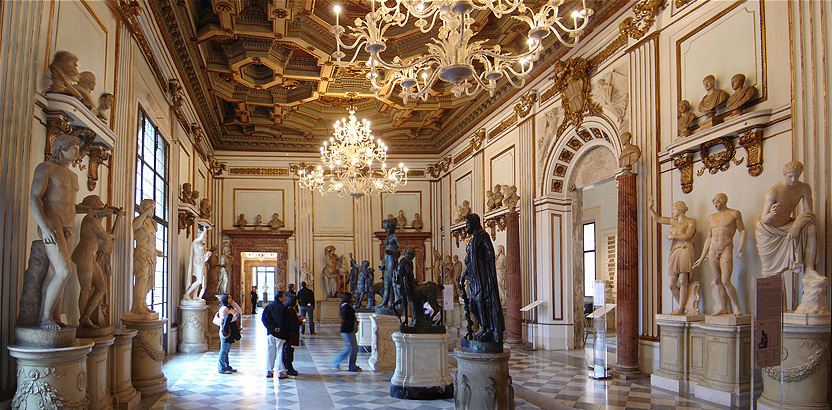
Sala del Palazzo Nuovo de Roma, actualmente sede de los Museos Capitolinos.

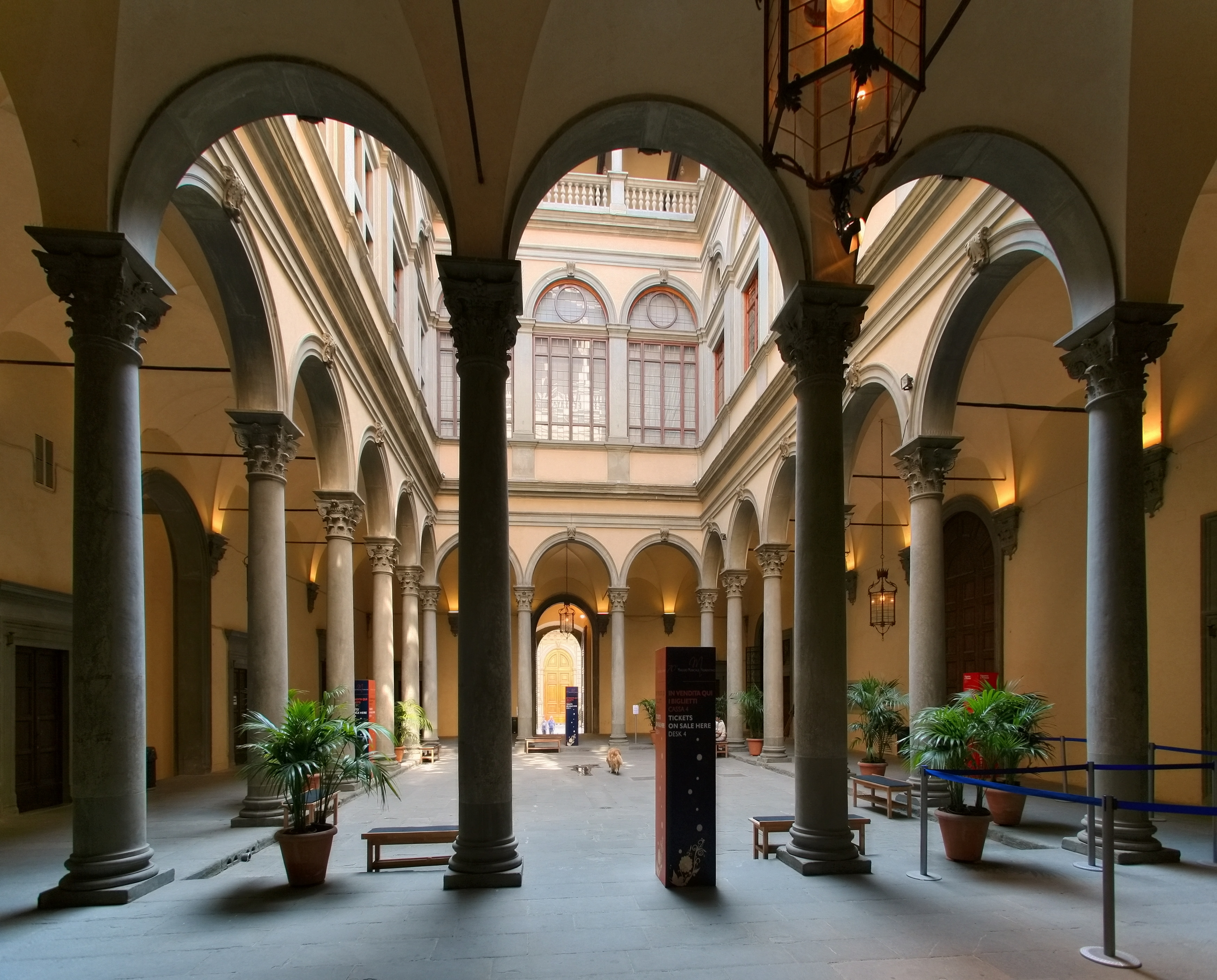
Patio del Palazzo Strozzi de Florencia.

Palazzo, en italiano («palacio» en castellano) identifica tanto a edificios de tamaño respetable y varias alturas construidos como residencia para los habitantes de una población, como a aquellos edificios monumentales, en un tiempo residencia señorial y en la actualidad sede de entidades públicas o museos. La palabra deriva del topónimo correspondiente al monte Palatino en Roma (Collis Palatium o Mons Palatinus).

## Palatium
En esa colina, la gens Julia, una de las principales familias patricias, poseía tierras donde erigió su residencia. Cuando Octaviano sucedió a Julio César y se establecieron las instituciones del dominado los Julio-Claudios se convirtieron en la primera familia imperial; con lo que su casa y el nombre de Monte Palatino pasaron a ser sinónimos de residencia imperial. En ese entorno se levantaron la Domus Aurea y otros edificios palaciegos a lo largo de toda la época imperial.

## Palazzi
Los palazzi (plural de palazzo) tienen muchas modalidades según su función (eclesiásticos o civiles, pudiendo ser éstos nobiliarios o municipales -Palazzo della Ragione, Palazzo della Signoria, Palazzo Pubblico, Palazzo Comunale, Palazzo del Podestà-) y la tradición arquitectónica local, con múltiples ejemplos.
Además de los palacios papales, desde la Edad Media se fueron levantando incontables palazzi en cada una de las ciudades estado italianas como resultado de la emulación entre ellas, y de la que se reproducía en el interior de cada una entre las distintas familias aristocráticas.
Hasta el siglo XIV el carácter defensivo de los edificios era predominante, dando al palacio un aspecto acastillado, en el que destacaban visualmente las torres como elemento identificativo (incluso en poblaciones relativamente pequeñas, como San Gimignano). En la primera mitad del Quattrocento (siglo XV) se produjo en los palacios de Florencia una decisiva transformación del modelo: la incorporación del vocabulario clásico de la Antigüedad grecorromana y una concepción más horizontal y abierta de las fachadas, con un cuidado diseño de paramentos y vanos de gran originalidad; que se fue extiendendo a las demás ciudades.
Sucesivamente, a lo largo de los siglos, los mejores arquitectos fueron utilizando en la construcción de los palacios italianos los distintos estilos artísticos de la Edad Moderna, especialmente el primer Renacimiento -palacio florentino-, el Manierismo y el Barroco -palacio romano-, extendido al siglo XVIII con el Clasicismo y el Rococó. La tipología radicalmente distinta del palacio veneciano respondía a unas características propias y específicas, debidas al emplazamiento de la ciudad y a su posición entre Oriente y Occidente, que se expresaron arquitectónicamente en el gótico veneciano.
Otros notables ejemplos de arquitectura civil fueron las villas rurales, especialmente a partir de la obra de Andrea Palladio.

### Florencia

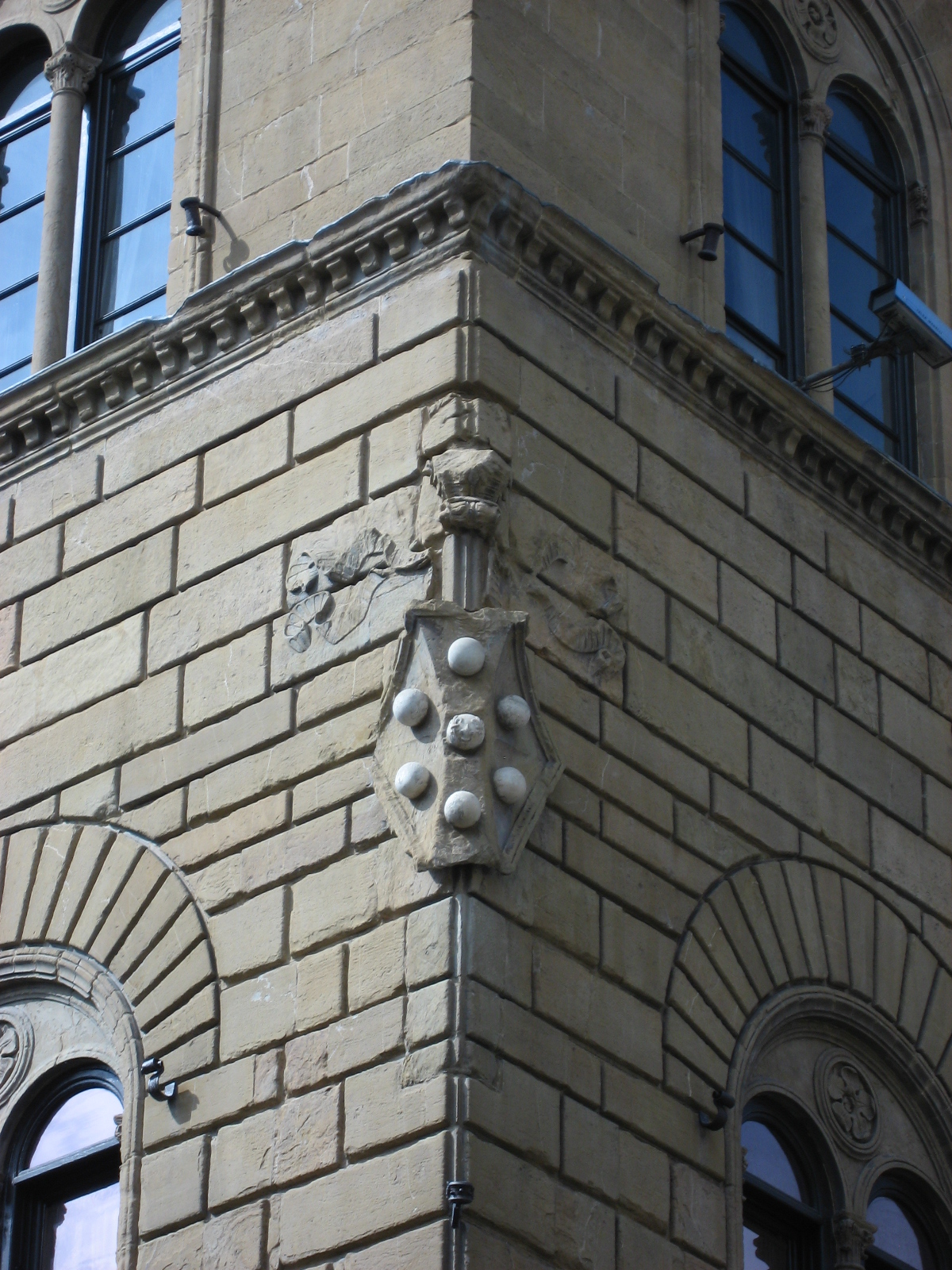
Detalle de la fachada del Palazzo Medici Riccardi de Florencia.

La ciudad del Arno se convirtió en el centro del primer Renacimiento y el Humanismo, en torno a los literatos y artistas que constituyeron la corte de la familia Medici, en medio de las luchas internas entre las facciones rivales. La construcción de palazzi y su decoración interior con pinturas y esculturas fue el elemento clave de ambiciosos programas artísticos que, sufriendo numerosas vicisitudes, se prolongaron el tiempo en los siglos siguientes, con la elevación de los Médici a la condición ducal.
- Palazzo della Signoria o Palazzo Vecchio
- Palazzo Bargello
- Palazzo Medici Riccardi (Michelozzo)
- Palazzo Rucellai (Bernardo Rossellino, Leon Battista Alberti)
- Palazzo Strozzi (Benedetto da Maiano)
- Palazzo Pitti (Luca Fancelli, Bartolomeo Ammanati)
- Palazzo Budini Gattai (Giuliano di Baccio D'Agnolo y Bartolomeo Ammannati)
- Galleria degli Uffizi (Giorgio Vasari)
- Palazzo Gherardi
- Palacio Uguccioni

### Roma

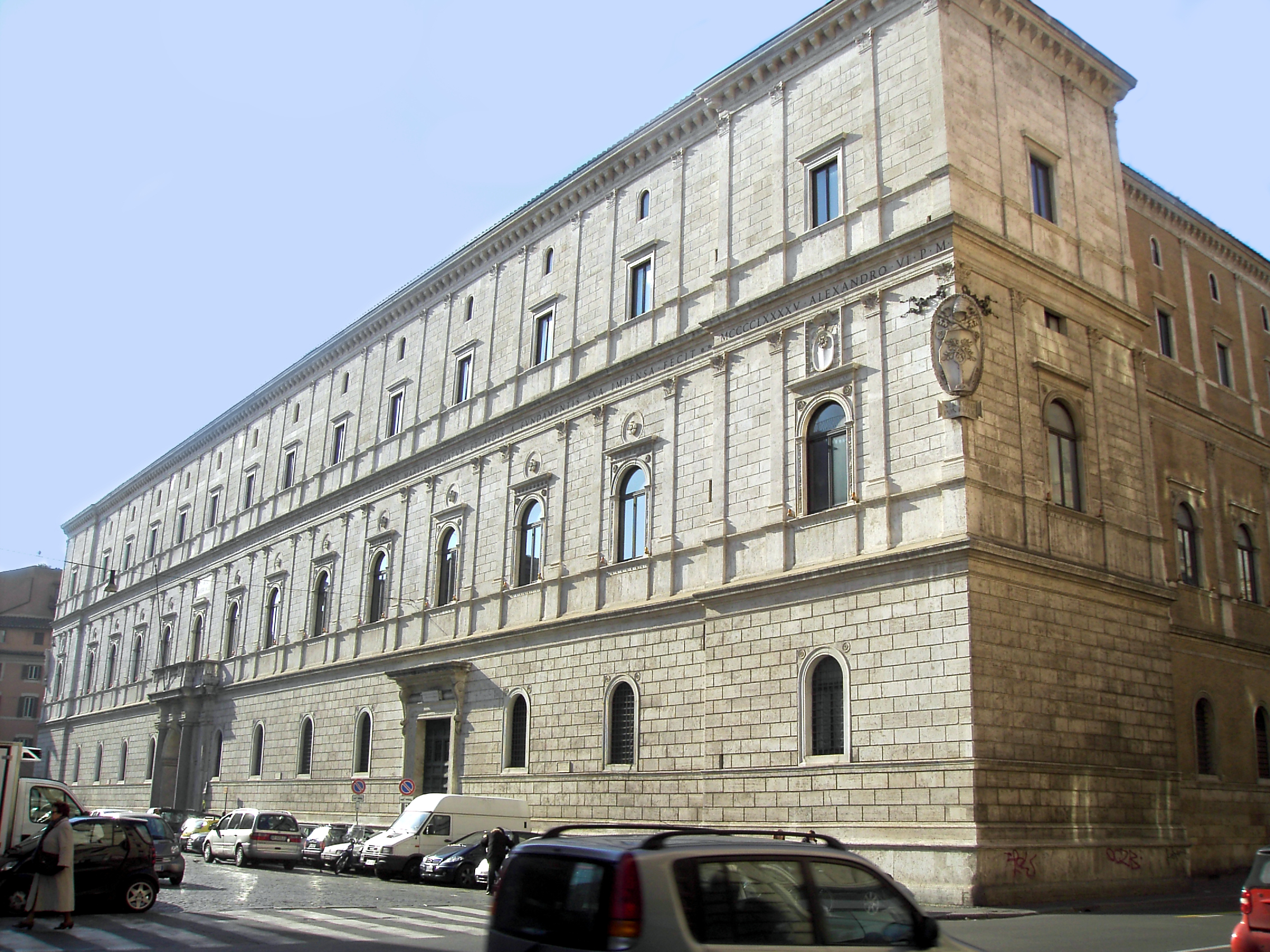
Palazzo della Cancelleria.

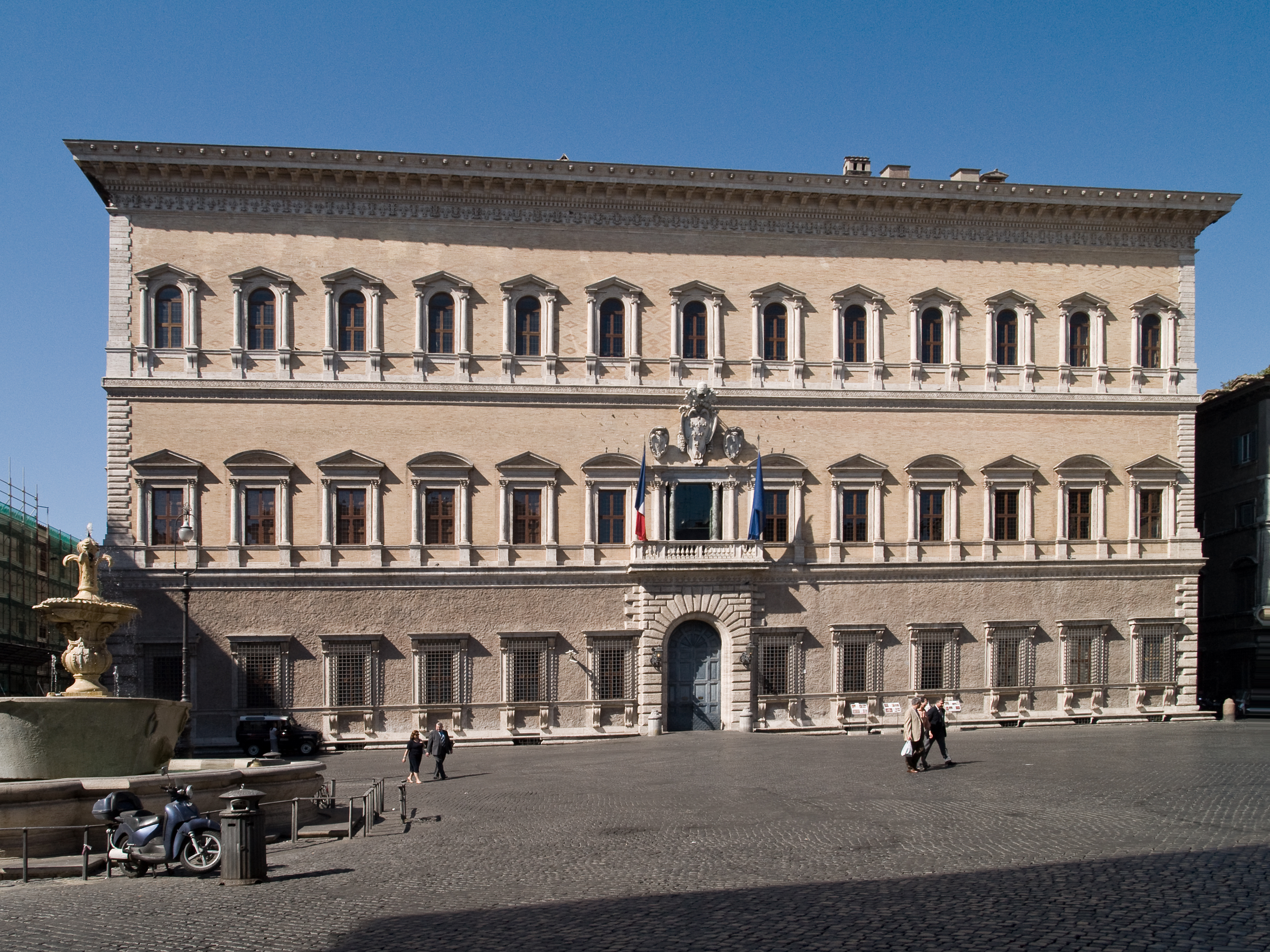
Palazzo Farnese de Roma.

La presencia en Roma de la Santa Sede (con la Corte Papal y el Colegio cardenalicio) y de numerosas familias aristocráticas, la hicieron convertirse en un espacio privilegiado para la construcción de palazzi; que pasaron a convertirse en un elmento clave de la personalidad urbana de la ciudad, en paralelo con la construcción de la basílica de San Pedro y las transformaciones urbanísticas renacentistas y barrocas.
La introducción del modelo de palazzo florentino correspondió a los papas humanistas de finales del siglo XV, y a la presencia en Roma de Leon Battista Alberti y sus discípulos.
- Palazzo della Cancelleria, inicialmente Palazzo Riario (Francesco di Giorgio Martini, Baccio Pontelli, Andrea Bregno, Donato Bramante)
- Palazzo Venezia o Palazzo Barbo (Giuliano da Maiano)
- Palazzo Vidoni Caffarelli (Rafael Sanzio, Lorenzo Lotti)[9]
- Palazzo Massimo alle Colonne (Baldassarre Peruzzi)[10]
- Palazzo Nuovo (Miguel Ángel, Girolamo Rainaldi)
- Palazzo Farnese (Antonio de Sangallo el Joven)
- Villa Farnesina (Baldassarre Peruzzi) -véase también Villa Farnese en Caprarola, de Andrea Palladio-
- Palazzo del Laterano (de Letrán), la sede medieval de la corte papal, abandonada desde el siglo XIV y reconstruido bajo criterios del siglo XVI por Domenico Fontana
- Palazzo della Sapienza, para La Sapienza o Universidad de Roma (Giacomo della Porta, Francesco Borromini)[11]
- Palacio Barberini (Carlo Maderno, Borromini, Bernini)
- Palazzo Bargello
- Palazzo Doria-Pamphili
- Palazzo dei Conservatori
- Palazzo Venezia
- Palazzo Montecitorio
- Palazzo Corsini
- Palazzo Colonna
- Palazzo del Quirinale
- Palazzo Pio
- Palazzo Sacchetti
- Palazzo Spada
- Palazzo Pallavicini-Rospigliosi
- Palazzo di Propaganda Fide
- Palazzo delle Esposizioni (1883)

### Venecia

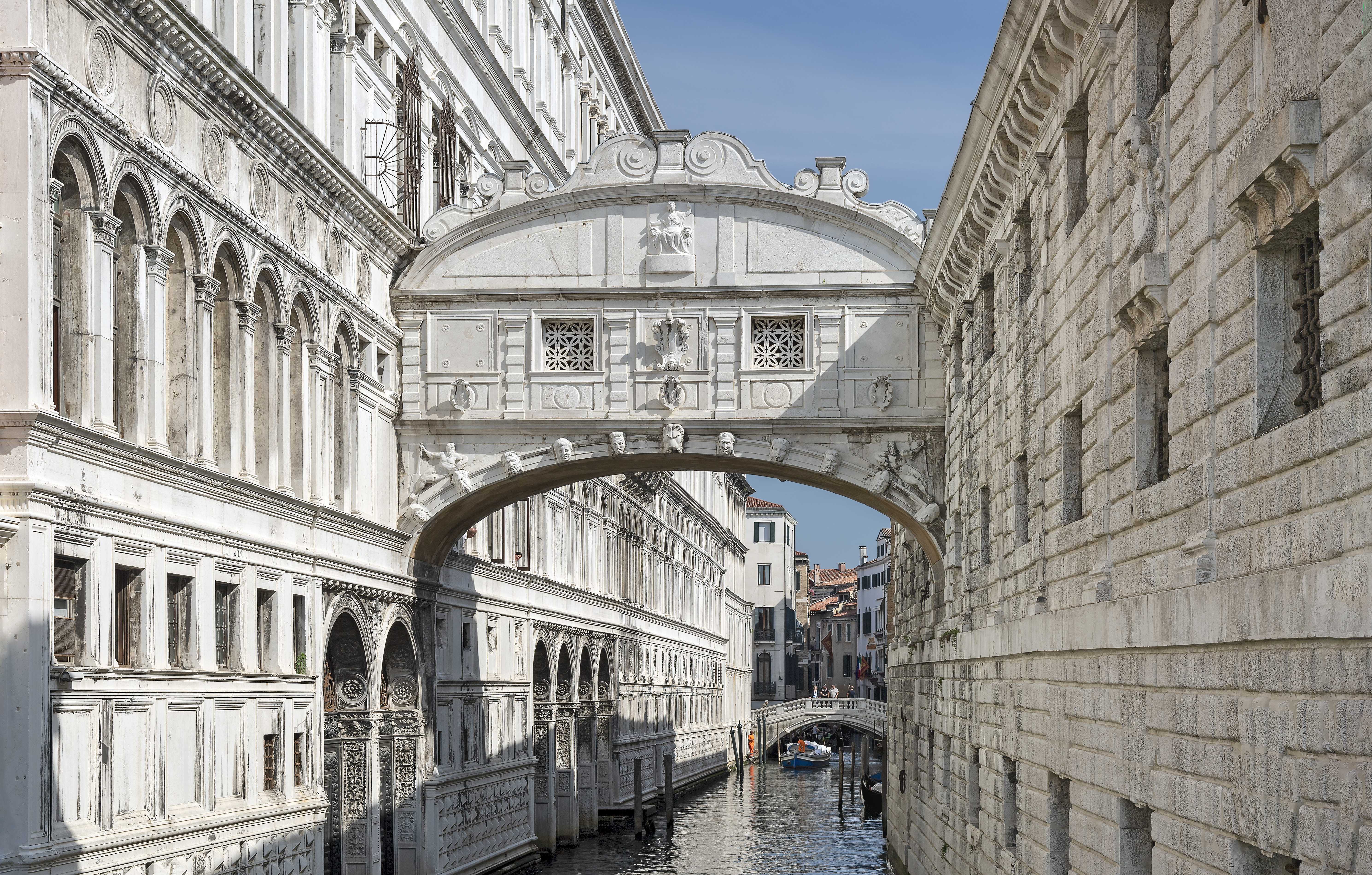
Puente de los Suspiros. Une el Palazzo Ducale con el Piombi o cárceles de Venecia.

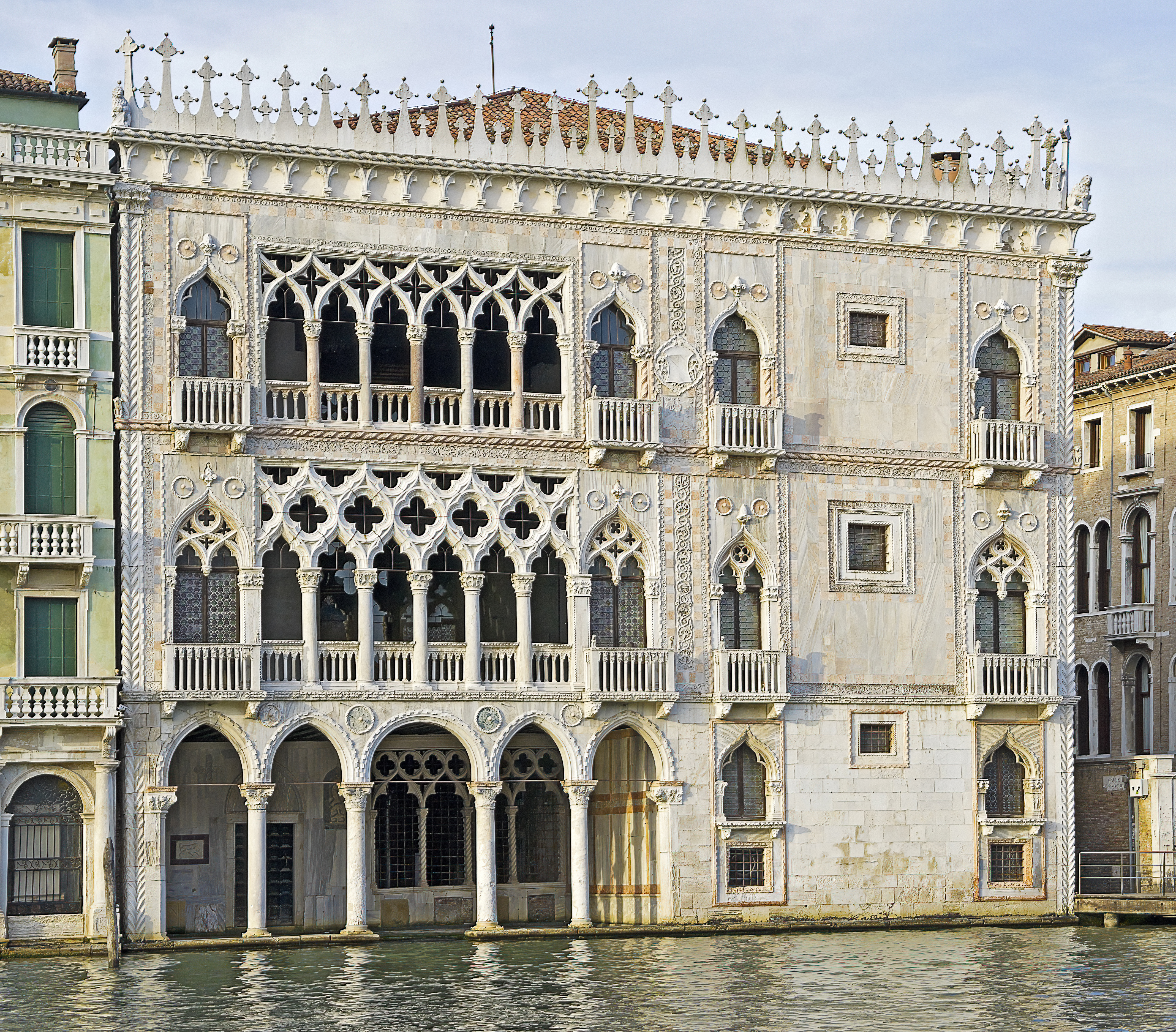
Ca' d'Oro de Venecia.

La peculiar construcción de los edificios venecianos se caracteriza por la determinación de su ubicación sobre las aguas de la laguna, en islas unidas por puentes que salvan los canales. Alguno de estos puentes se trazó para unir entre sí dos palazzi en altura, sin pasar por la calle.
La aristocracia veneciana buscó en el continente espacios más amplios para su recreo y esparcimiento en un entorno alejado del bullicio y apreturas de la ciudad, proporcionando una clientela para la construcción de villas palaciegas como las que diseñó Andrea Palladio.
- Palazzo Ducale
- Palazzo Belloni Battagia (Baltasar Longhena) -Palazzo Belloni Battagia-
- Palacio Grassi (Giorgio Massari)
- Palazzo Savorgnan y Palazzo Surian Bellotto (Giuseppe Sardi)
- Palazzo Manfrin Venier (Andrea Tirali)
- Palazzo Dolfin Manin
- Palazzo Fortuny

Algunos palazzi venecianos reciben la denominación local de Ca' («casa»):
- Ca' d'Oro (Giovanni Bon y Bartolomeo Bon)
- Ca' Vendramin Calergi (Mauro Codussi)
- Ca' Rezzonico (Longhena)
- Ca' Pesaro (Longhena) -it:Ca' Pesaro-

### Pisa
- Palazzo Reale

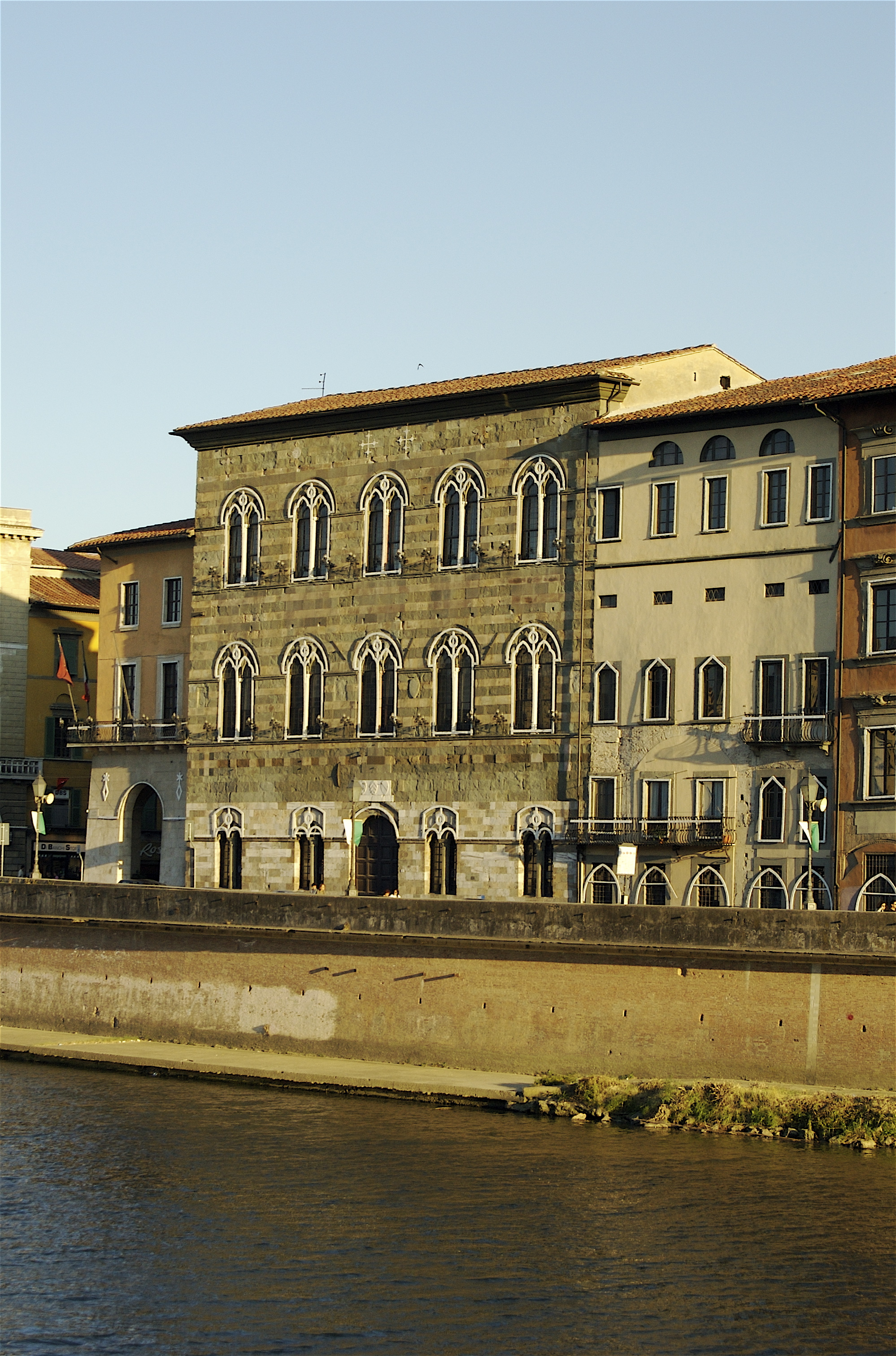
Palazzo Gambacorti, de Pisa.

- Palazzo Arcivescovile (Pisa) -Palazzo Arcivescovile (Pisa)-
- Palazzo Gambacorti -it:Palazzo Gambacorti-
- Palazzo Giuli Rosselmini Gualandi -it:Palazzo Giuli Rosselmini Gualandi-
- Palazzo della Sapienza -it:Palazzo della Sapienza (Pisa)-
- Palazzo Medici -Palazzo Medici (Pisa)-
- Palazzo Agostini -it:Palazzo Agostini-
- Palazzo Toscanelli -it:Palazzo Toscanelli-
- Palazzo alla Giornata -it:Palazzo alla Giornata-
- Palazzo Salviati -it:Palazzo Salviati-
- Palazzo Poschi- it:Palazzo Poschi-
- Palazzo del Collegio Puteano -it:Palazzo del Collegio Puteano-
- Palacio de la Caravana
- Palazzo delle Vedove ("de las viudas") -it:Palazzo delle Vedove-
- Torre dei Gualandi -it:Torre dei Gualandi-
- Villa di Corliano o Palazzo al Borgo di Corliano (entre Lucca y Pisa) -it:Villa di Corliano-

### Lucca

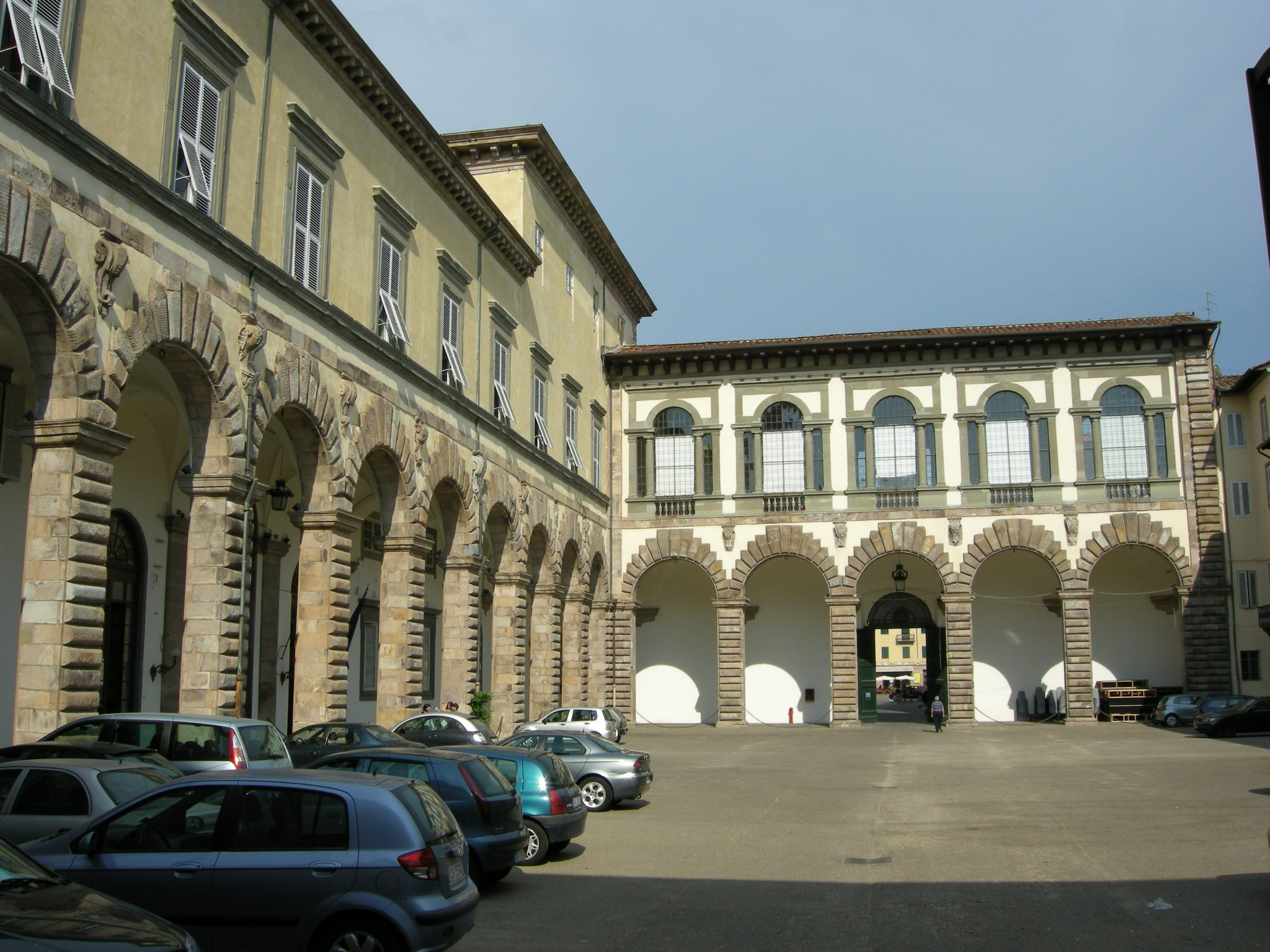
Loggia del Palazzo Ducale de Lucca.

- Palazzo Ducale (Bartolomeo Ammannati y posteriormente Filippo Juvara) -Palazzo Ducale (Lucca)-
- Torre dell'Orologio ("torre del reloj") -Torre dell'Orologio (Lucca)-
- Torre Guinigi -it:Torre Guinigi-
- Palazzo Pfanner it:Palazzo Pfanner-
- Palazzo Massoni -it:Palazzo Massoni-
- Palazzo Orsetti -it:Palazzo Orsetti-
- Palazzo Bartolomei -it:Palazzo Bartolomei-
- Palazzo Fontana-Busdraghi -it:Palazzo Fontana-Busdraghi-
- Palazzo Brancoli Pantera -it:Palazzo Brancoli Pantera-
- Palazzo della Magione del Tempio -it:Palazzo della Magione del Tempio-
- Palazzo Ottolini Balbani -it:Palazzo Ottolini Balbani-
- Palazzo Tucci -it:Palazzo Tucci-

### Siena

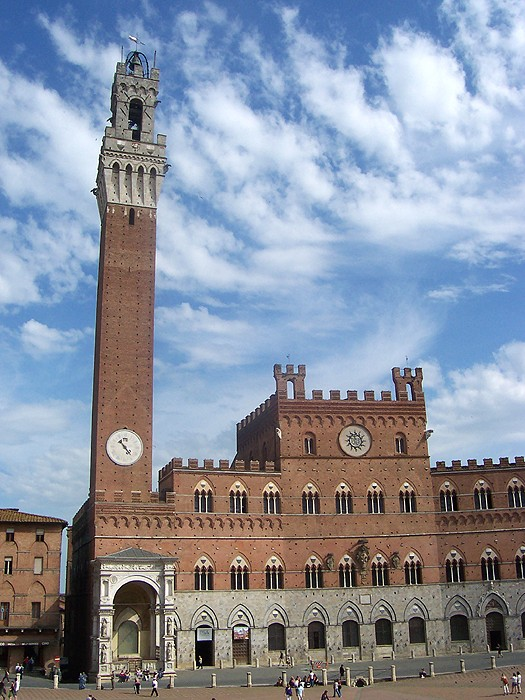
Palazzo Pubblico de Siena.

- Palazzo Pubblico, Comunale o de la Signoria
- Palazzo Piccolomini (Bernardo Rossellino, Pier Paolo del Porrina)
- Fortezza Medicea
- Palazzo Salimbeni

### Pienza
Dentro del programa urbanístico diseñado por Bernardo Rossellino para el papa y humanista Enea Silvio Piccolomini (Pío II) para la ciudad de Pienza, en torno a una piazza, se levantaron una catedral y dos palacios, uno civil y otro eclesiástico.
- Palazzo Piccolomini

### Bolonia

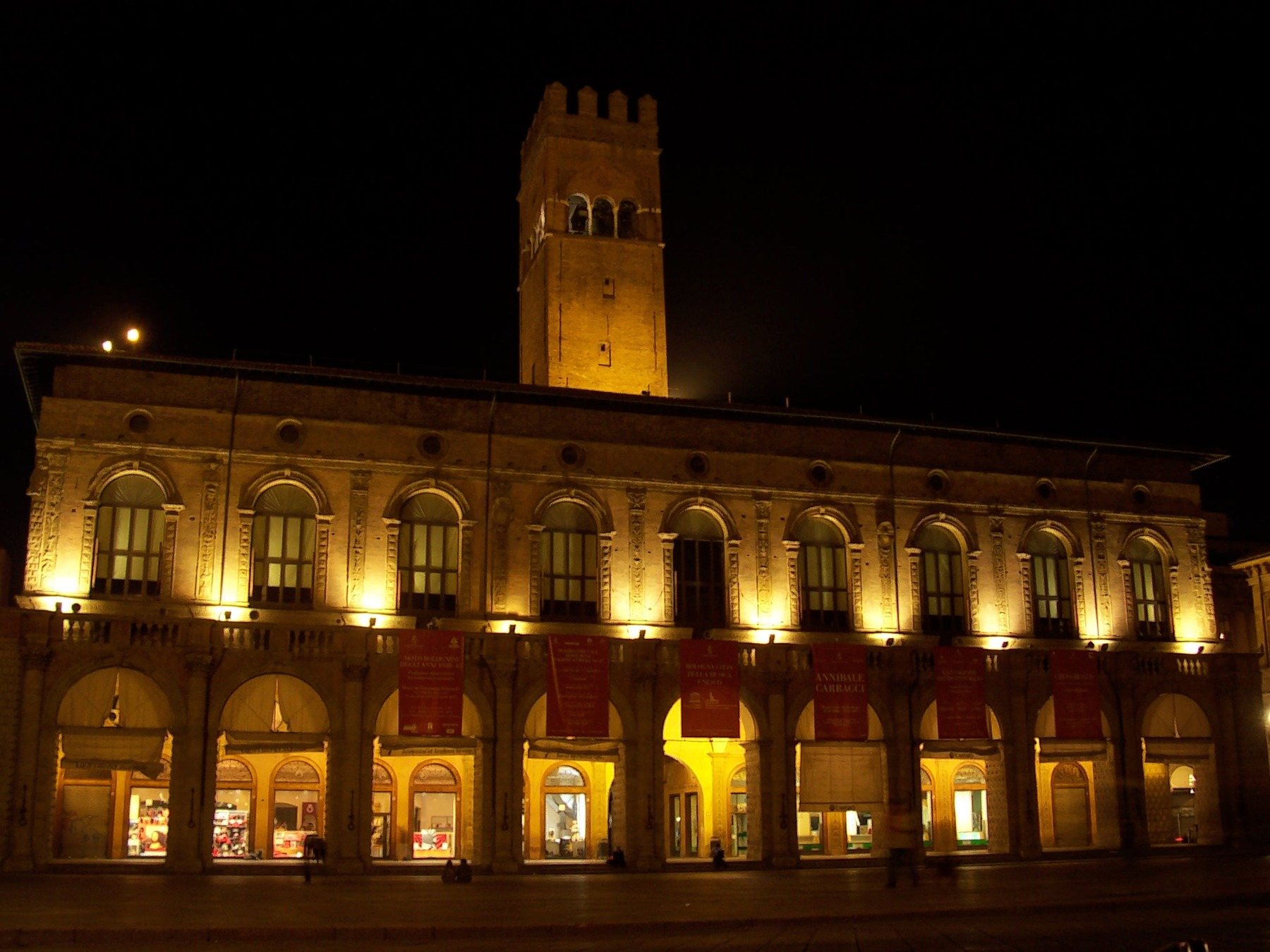
Palazzo del Podestà de Bolonia.

- Palazzo del Podestà
- Palazzo Re Enzo
- Palazzo d'Accursio
- Palazzo Magnani
- Palazzo Fava
- Palazzo dei Notai
- Palazzo dei Banchi

### Mantua

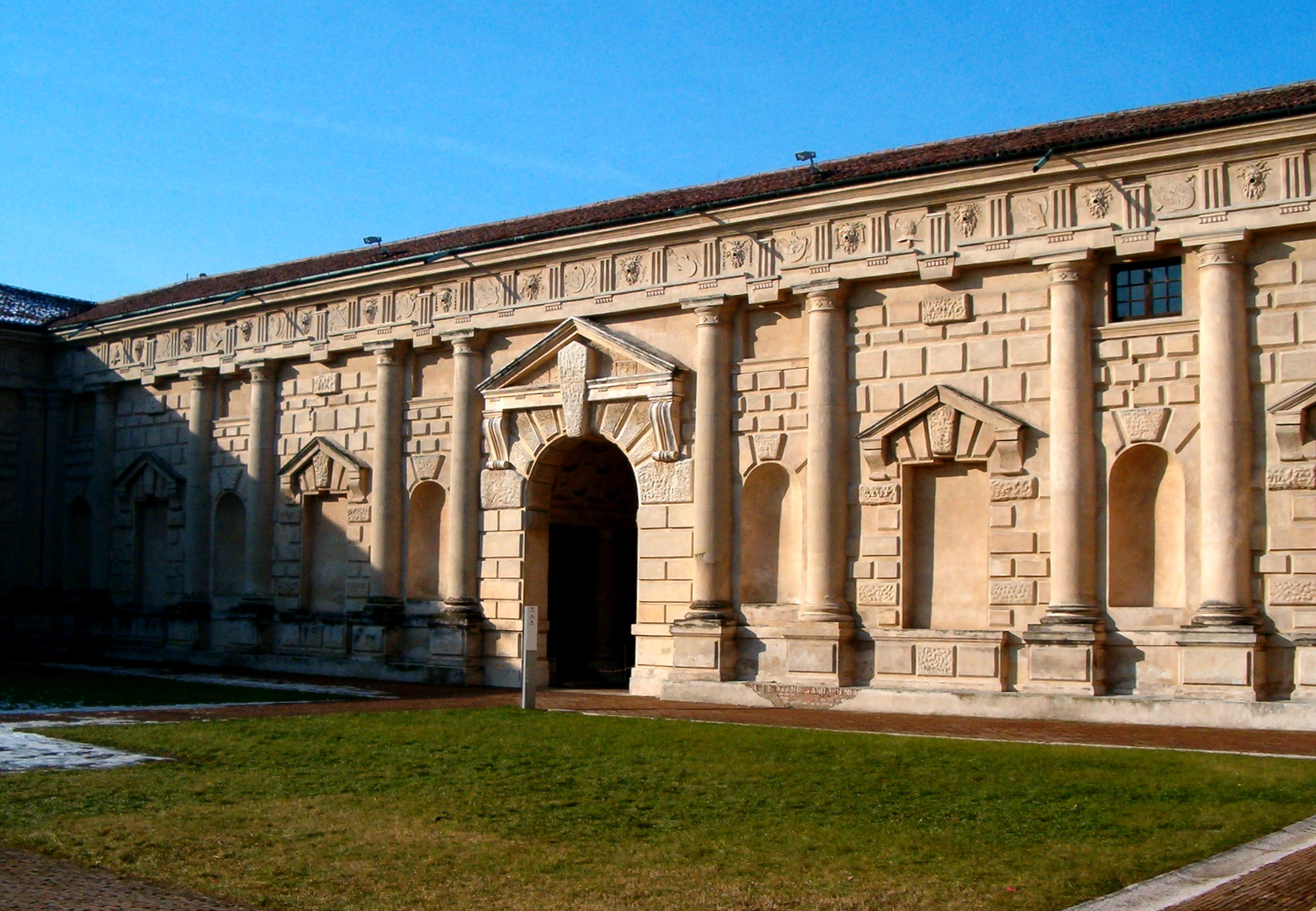
Palazzo Te de Mantua.

Los Gonzaga desarrollaron en su corte de Mantua un foco cultural de gran importancia, que se plasmó arquitectónicamente en dos palazzi de gran importancia:
- Palazzo Ducale
- Palazzo Te (Giulio Romano)

### Ferrara
Ferrara fue la sede de la corte de los Este.
- Palazzo Schifanoia
- Palazzo Paradiso
- Palazzo dei Diamanti (Biagio Rossetti)

### Verona
- Palazzo Bevilacqua (Michele Sammicheli)
- Palazzo Barbieri

### Vicenza
- Palazzo Chiericati
- Basílica Palladiana

### Padua
- Palazzo della Ragione

### Turín

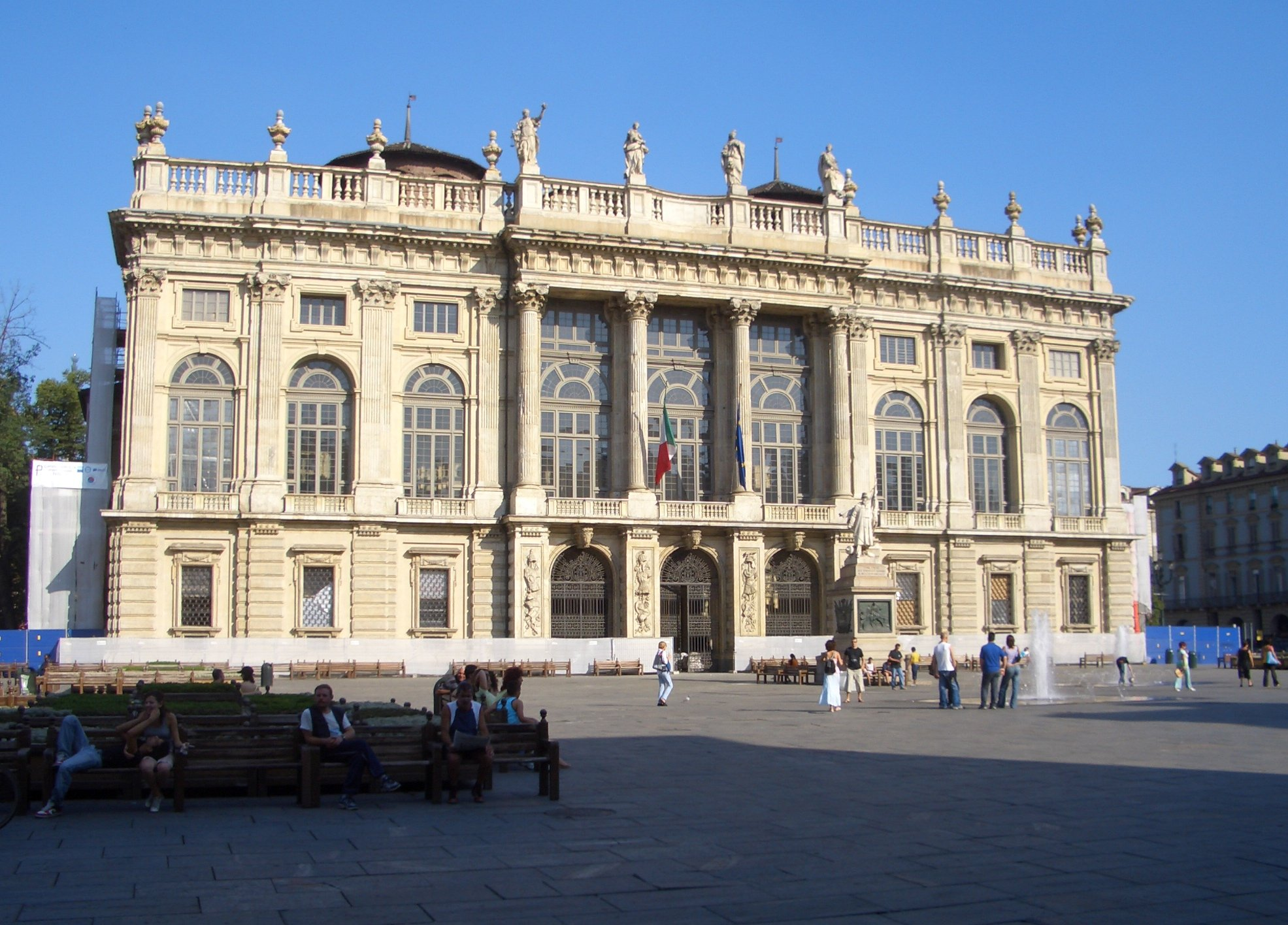
Palazzo Madama de Turín.

Las Residencias de la casa real de Saboya desarrollaron programas artísticos de gran personalidad dentro del barroco:
- Palazzo Cavour (Gian Giacomo Plantery)
- Palazzo Madama (Filippo Juvara)
- Palazzo Reale (Juvara)
- Palazzo Stupingi (Juvara)

### Milán
Los Sforza, durante su control del Ducado de Milán, plantearon un programa artístico ambicioso como parte de la justificación de su posición entre las potencias europeas que se disputaban el dominio de Italia. La victoria de las tropas imperiales en 1525 determinó que la zona pasara posteriormente a formar parte de la Monarquía Hispánica.
- Castillo Sforzesco
- Palazzo Reale
- Palazzo Marino
- Palazzo Brera

### Génova

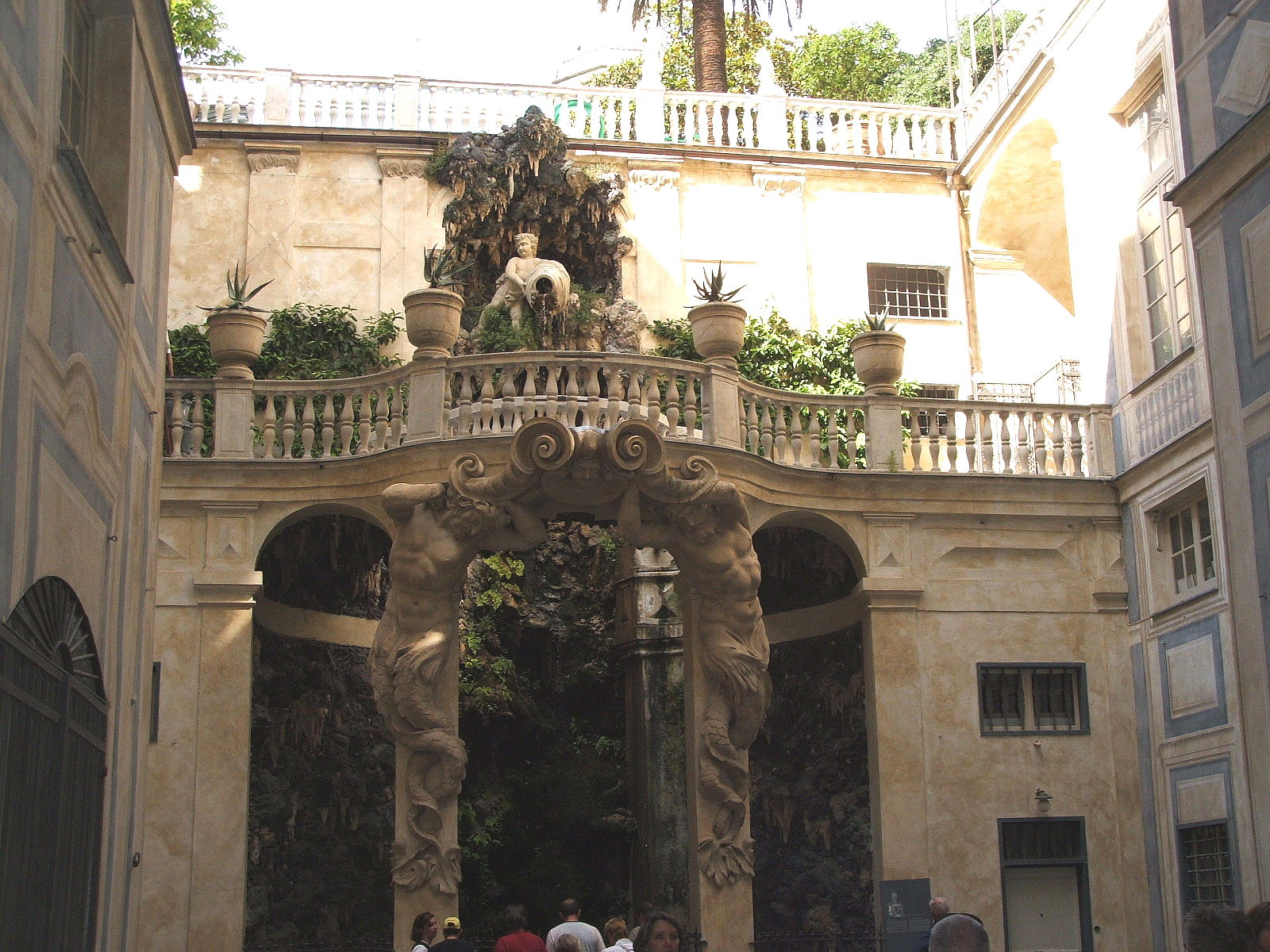
Interior del Palazzo del Podestà de Génova.

Bajo el nombre de Rolli di Genova (Rolli degli alloggiamenti pubblici di Genova) se agrupan los palazzi de las familias aristocráticas genovesas (Doria, Spinola, Della Rovere, Pallavicini, Grimaldi, Balbi, Centurioni, etc.) Los declarados Patrimonio de la Humanidad por la UNESCO son 42, aunque hay más de un centenar.

### Udine
- Palazzo Arcivescovile (Domenico Rossi)

### Urbino
Federico de Montefeltro estableció una corte ducal en Urbino, que se convirtió en uno de los centros culturales del Quattrocento, y que posteriormente emparentó con los Gonzaga.
- Palazzo Ducale (Maso di Bartolomeo, Luciano Laurana y Francesco di Giorgio Martini)

### Forli
- Palazzo del Podestà

### San Marino
- Palazzo Pubblico

### Nápoles

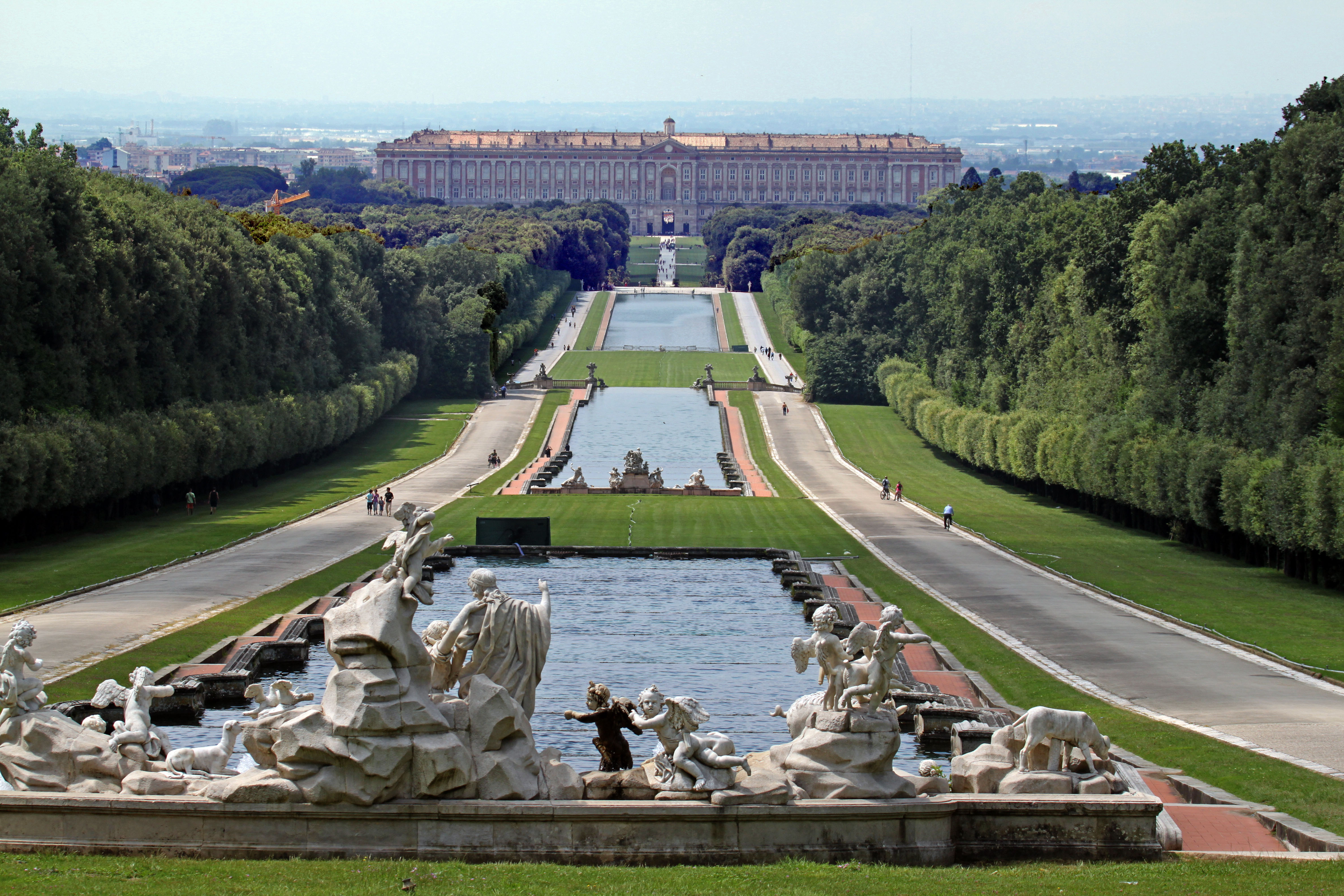
Palazzo Reale di Caserta.

El reino de Nápoles se convirtió en el centro del poder español en Italia bajo la Casa de Austria, que en el siglo XVIII pasó a ser el de la dinastía Borbón. El programa artístico del futuro Carlos III de España mientras fue rey de Nápoles incluyó la construcción de una versión local de los grandes palacios reales propios de esa familia (Versalles o Madrid).
- Palazzo Reale
- Palazzo Reale di Caserta o Reggia di Caserta
- Palazzo Reale di Capodimonte o Reggia di Capodimonte
- Palazzo Reale di Portici o Reggia di Portici
- Reale tenuta di Carditello o Reggia di Carditello

### Sicilia

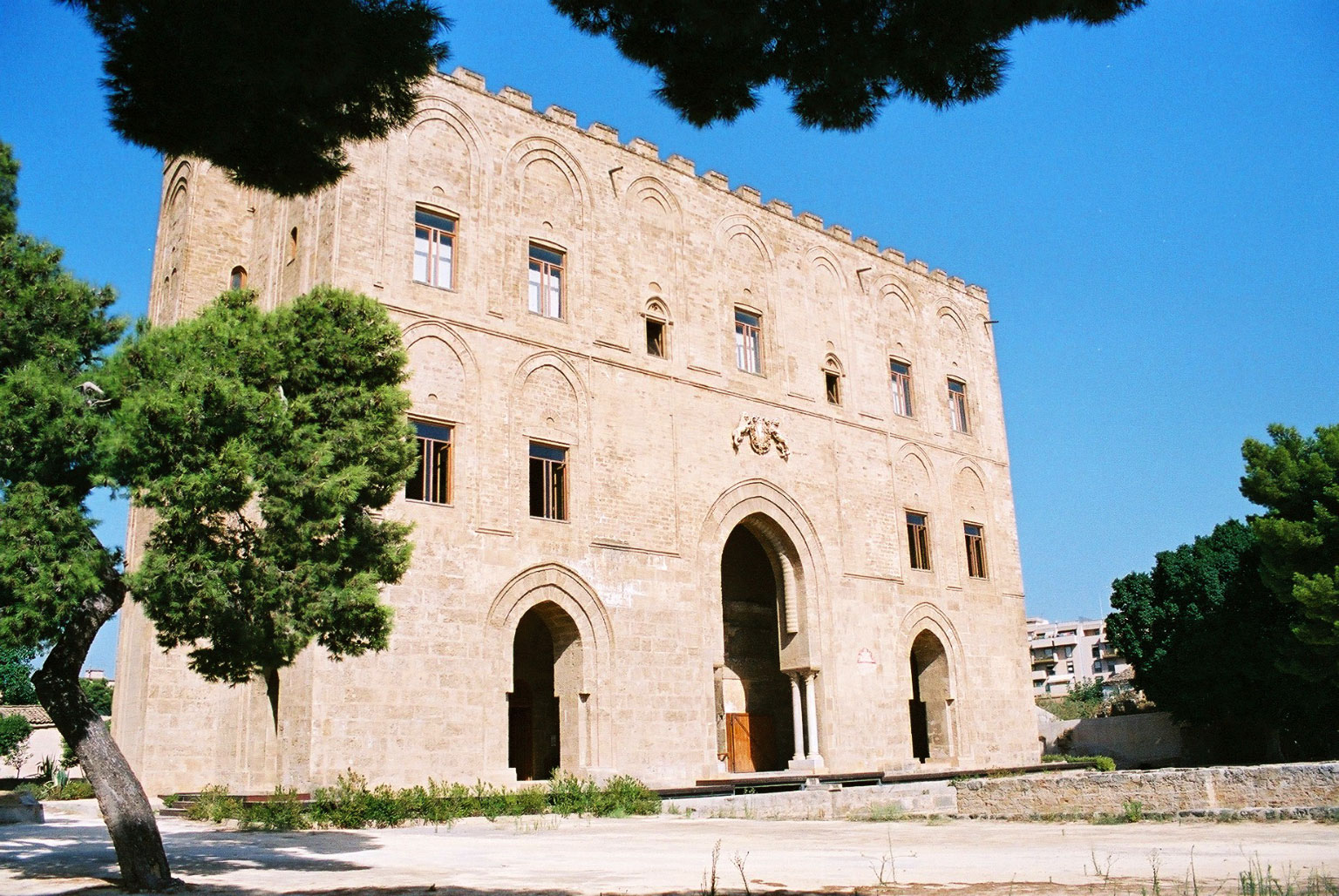
La Zisa.

La presencia árabe, normanda y española en el reino de Sicilia enriqueció las influencias de la arquitectura de los palazzi de esta isla. Los de los reyes normandos, en el entorno de Palermo y característicos del arte árabe-normando, reciben el nombre de Sollazzi Regi ("solaz de los reyes").
- Palazzo Abatellis
- Palazzo dei Normanni
- Genoardo o Parco di Genoardo (del árabe Jannat al-arḍ -"jardín o Paraíso en la Tierra"-)
- Cuba Sottana -Cuba Sottana-
- Cuba Soprana (Villa Napoli)
- Cubula -it:Cubula-
- La Zisa -it:La Zisa-

## Municipios italianos
- Palazzo Adriano, en la provincia de Palermo (Sicilia)
- Palazzo Canavese, en la provincia de Turín (Piamonte)
- Palazzo Pignano, en la provincia de Cremona
- Palazzo San Gervasio, en la provincia de Potenza (Basilicata)